# اچ‌ام‌اس ایوستون (ام۱۱۵۱)
اچ‌ام‌اس ایوستون (ام۱۱۵۱) (به انگلیسی: HMS Iveston (M1151)) یک کشتی است که طول آن ۱۵۲ فوت (۴۶ متر) می‌باشد. این کشتی در سال ۱۹۵۵ ساخته شد.